# Anthurium smithii
Anthurium smithii là một loài thực vật có hoa trong họ Ráy (Araceae). Loài này được Croat miêu tả khoa học đầu tiên năm 1985 publ. 1986.